# Noemi Modnicka
Noemi Maria Modnicka – polska etnolog, doktor habilitowany nauk humanistycznych, nauczyciel akademicki Uniwersytetu Łódzkiego, specjalistka w zakresie etnologii historycznej, etnologii religii, metodologii i teorii badań etnologicznych, tłumaczka angielskojęzycznej literatury religijnej.

## Życiorys
W 1995 ukończyła studia na Uniwersytecie Łódzkim. Na Wydziale Filozoficzno-Historycznym tej uczelni uzyskała w 1999 stopień naukowy doktora nauk humanistycznych w zakresie historii, specjalność: etnologia, na podstawie rozprawy pt. Kościół Ewangelicznych Chrześcijan w Polsce jako kościół wyboru. Analiza etnologiczna wspólnoty religijnej.
10 grudnia 2014 uchwałą Rady Wydziału Historycznego Uniwersytetu Warszawskiego uzyskała stopień doktora habilitowanego nauk humanistycznych w dyscyplinie etnologia.
Została nauczycielem akademickim w Instytucie Etnologii i Antropologii Kulturowej Uniwersytetu Łódzkiego, w którym pełniła funkcję zastępcy dyrektora ds. dydaktycznych.
Przełożyła na język polski szereg pozycji z angielskojęzycznej protestanckiej literatury religijnej, w tym niektóre prace Johna C. Ryle i Martyna Lloyd-Jonesa.

## Wybrane publikacje
- Kościół Ewangelicznych Chrześcijan w Polsce jako Kościół wyboru. Analiza etnologiczna wspólnoty religijnej, Wydawnictwo Nomos, Kraków 2010
- Małe światy polskiego ewangelikalizmu. Studium z antropologii interpretatywnej, Wydawnictwo Biblioteka, Łódź 2013[4]